# Амин Малуф
Амин Малуф (фр. Amin Maalouf, арап. أمين معلوف) је либански писац. Рођен је 25. фебруара 1949. у Бејруту, Либан. Пише на француском, а његова дела су преведена на многе језике укључујући српски. Прва његова књига Крсташки ратови у очима Арапа је објављена 1983. Примио је Гонкурову награду 1993. за роман Таниосова стена.
Друго је од четворо деце. Породице његових родитеља су из планинског села Аин ел Кабу, Либан. Његови родитељи, Одет и Ружди, Арапи грко-католичке вере, венчали су се у Каиру 1945. Амин је студирао социологију на Француском универзитету у Бејруту. Радио је као директор бејрутског дневника Ан-Нахар до почетка грађанског рата 1975, кад је избегао у Париз. Тамо живи и данас.

## Дела
- Крсташки ратови у очима Арапа 1983
- Леон Африканац (роман) 1986
- Таниосова стена (роман) 1993
- Самарканд (роман) 1988
- Левантски ђердан (роман) 1996
- Вртови светлости 1991.  978-86-7436-671-4..
- Балдасарово путешествије 2000
- Дeзoријентисaни 2012
- Убилачки идентитети, 1998, есеј
- Поремећеност света, 1997, есеј[2]
- Неочекивана браћа, 2020, роман
- Први век после Беатрисе, 1992, роман
- Порекла, 2004
- Фотеља на Сени, 2016, роман
- Бродолом цивилизација, 2019, роман

## Либрети
- L’amour de loin, композитор Kaija Saariaho, 2000.
- Adriana Mater, композитор Kaija Saariaho, 2003.
- La Passion de Simone, композитор Kaija Saariaho, 2006.